# 夢を力に
『夢を力に』（ゆめをちからに）とは、本田技研工業社長であった本田宗一郎が日本経済新聞社に連載した私の履歴書をまとめた本である。

## 概略
各分野で功績を残した著名人が自身の半生を自ら綴る連載で有名な日本経済新聞社連載の「私の履歴書」において本田宗一郎が1962年に連載したものをまとめて発行した。この連載で担当する人物は一線を立ち退いた人物が著すことが多いが、本田が連載したのはまだ社長として現役中の当時55歳であった。そのため、引退など一線を立ち退いた経緯や主な出来事などを第二部として日経担当者が書き、第三部には本田宗一郎語録がまとめられている。第一部と第三部の中に今日においては差別的ととらえかねない表現があるが著者が故人であり、連載当時の社会背景などを考慮しそのままとしている。

## 第一部
本田宗一郎自身による半生、藤沢武夫との出会い、商品開発の裏側などを書いている。また、本人の弁を補う形で妻や河島喜好らが語ったエピソードを差し込み、当時の状況の説明を補う形となっている。

## 第二部
連載後の本田宗一郎とホンダの出来事、本田の引退劇などを綴っている。また宗一郎以外のホンダのために奮迅した社員の活躍を取り上げている。

## 第三部
社内報などで書いていた本田の文章(語録)を纏めたもの。また『退陣のあいさつ』も収録している。
付録・本田宗一郎年譜

## 引用資料出典
第二部などで日経が参照した資料
- 『語り継ぎたいこと　チャレンジの50年』(1999年・本田技研工業)
- 『Mr.HONDA FOREVER 故本田宗一郎最高顧問追悼集』(1991年・本田技研工業)
- 『TOP TALKS 先見の知恵』(1984年・本田技研工業)
- 『松明は自分の手で』(1974年・藤沢武夫)

## 書誌情報
- 『本田宗一郎 私の履歴書 夢を力に』（2001年、日経ビジネス人文庫　日本経済新聞社　ISBN 9784532190699）

## その他
- 本田技研工業は本書が出版された2001年から、自社のグローバルスローガンに「The Power of Dreams」を採用している。
- インターネット上で一時期「本田宗一郎が韓国とは付き合うな」と自伝で書き残したとされるコピペが流布され、この「夢を力に」が出典とされていたが、当時の連載から現在の日経ビジネス人文庫のどこにもそのような記述はない。